# Martinuskerk (Warnsveld)
De Martinuskerk is een protestantse kerk in de Nederlandse plaats Warnsveld. 
De toren van de kerk is het oudste bestaande gedeelte van de kerk. De onderste delen van de toren komen uit de 11e eeuw en zijn opgebouwd uit tufsteen in romaanse stijl. De bovenste geleding is van eind 15e eeuw en gemaakt van baksteen en opgebouwd in gotische stijl. Van het kerkgedeelte is het priesterkoor het oudste gedeelte uit circa 1400. Het priesterkoor heeft aan twee zijdes een kapel. Het schip heeft een hoger dak en vormt de basis voor de pseudobasiliek. 
De kerk kwam tijdens reformatie in handen van de protestanten. Daarvoor was de kerk reeds gewijd aan Martinus van Tours. De kerk wordt gebruikt door de Protestantse Gemeente Warnsveld/Leesten. In de loop der tijd is de kerk een aantal keren uitgebreid wegens een tekort aan zitplaatsen. Dit leidde ertoe dat Vierakker en Wichmond als aparte gemeente werd afgesplitst na de bouw van de Hervormde kerk in Wichmond. In de twintigste eeuw volgde de afscheiding van Eefde met de Ontmoetingskerk. De uitbreidingen aan de Martinuskerk zijn ongedaan gemaakt bij een grote renovatie na de Tweede Wereldoorlog.
In de kerk is een orgel uit 1836 aanwezig van Carl Friedrich August Naber, overgeplaatst uit de kerk van Raalte, evenals een Blank kabinetorgel uit 1980. 
De kerk is in 1966 aangewezen als rijksmonument.

## Galerij

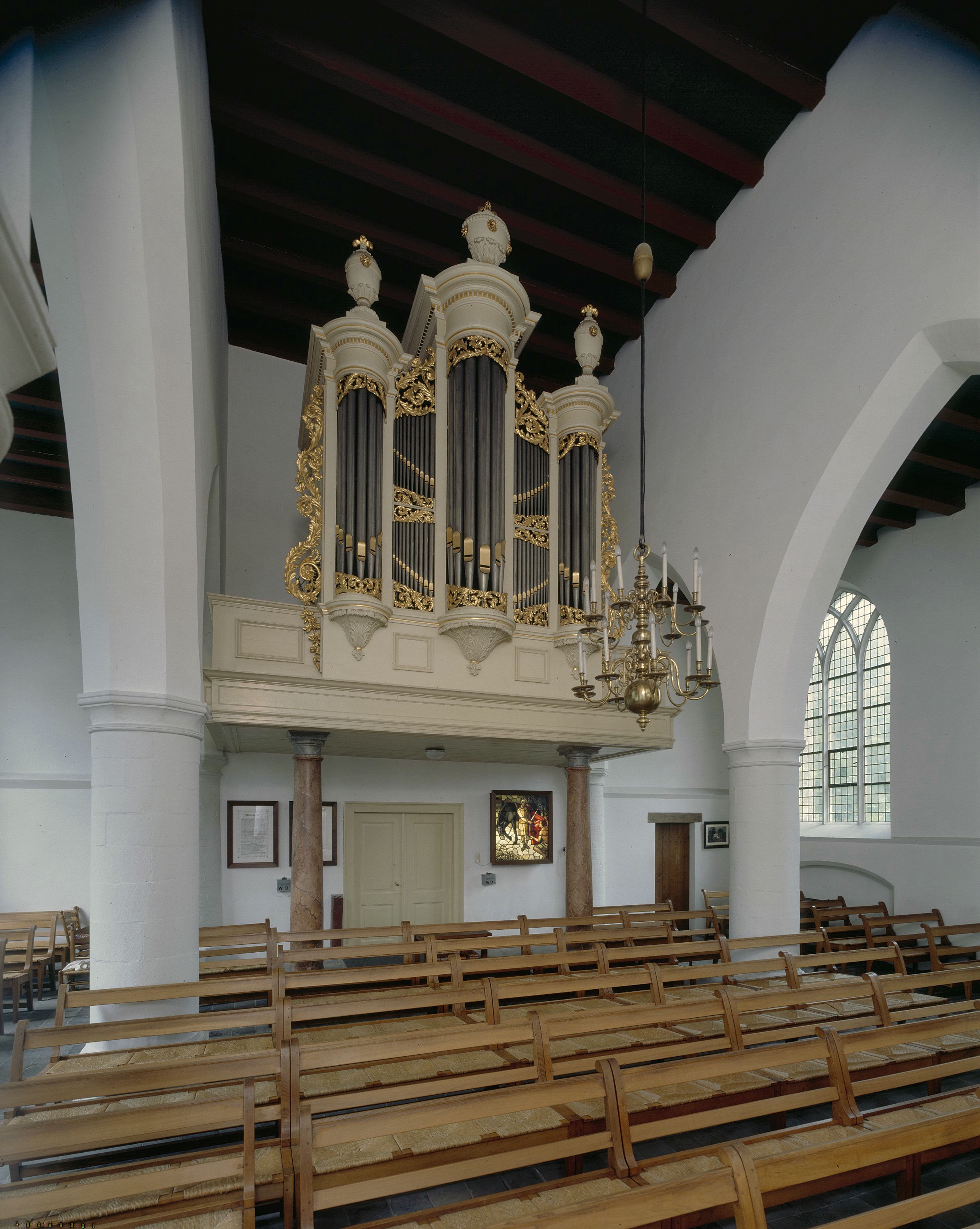
Orgel
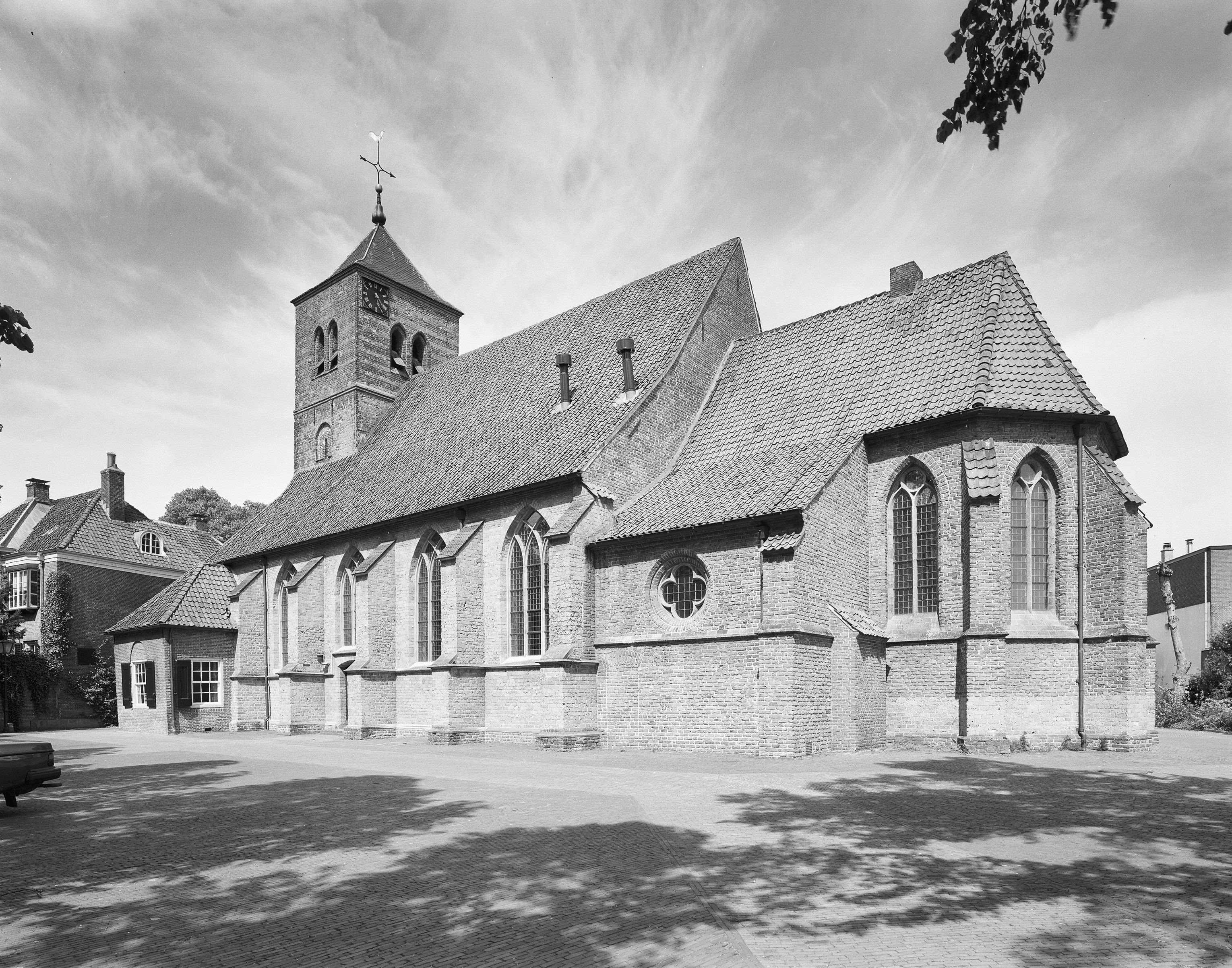
Aanzicht in 1999